# Robert Whetters
Robert Whetters (nascido em 2 de setembro de 1939) é um ex-ciclista australiano que competiu nos Jogos Olímpicos de Verão de 1960, representando a Austrália.